# Aepeomys reigi
Aepeomys reigi (Ochoa G., Aguilera, Pacheco & Soriano, 2001) è un roditore della famiglia dei Cricetidi endemico del Venezuela.

## Descrizione

### Dimensioni
Roditore di piccole dimensioni, con la lunghezza della testa e del corpo tra 104 e 125 mm, la lunghezza della coda tra 116 e 142 mm, la lunghezza delle orecchie tra 18 e 20 mm e la lunghezza del piede tra 25 e 30 mm.

### Aspetto
La pelliccia è densa e soffice, le zampe, le caviglie e il dorso dei piedi sono densamente ricoperti di peli. Le parti dorsali variano dal bruno-grigiastro scuro al bruno-rossastro leggermente brizzolato, mentre le parti ventrali sono più chiare. Le orecchie sono ricoperte di peli, i quali sono giallognoli nella parte interna. Le zampe, i polsi e il dorso dei piedi sono cosparsi di peli brunastri, mentre le zampe anteriori sono color crema. I piedi sono lunghi e stretti, il primo e quinto dito sono corti. La coda è lunga circa quanto la testa ed il corpo, è uniformemente scura e cosparsa di corti peli marroni scuri. Il cariotipo è 2n=44 FN=46.

## Biologia

### Comportamento
È una specie terricola e notturna. Individui sono stati catturati tra la densa vegetazione forestale sotto tronchi abbattuti, alla base di alberi o felci, in zone rocciose, vicino a piccoli corsi d'acqua e in zone aperte ricoperte da arbusteti ed erba.

### Alimentazione
Si nutre probabilmente di insetti.

## Distribuzione e habitat
Questa specie è diffuso nella parte più nord-orientale delle ande venezuelane, negli Stati di Lara e Trujillo.
Vive nelle foreste umide e in piccole macchie di paramo tra 1.600 e 3.230 metri di altitudine.

## Conservazione
La IUCN Red List, considerata l'estensione del proprio areale (inferiore a 20.000 km²) e il continuo declino nell'estensione e nella qualità del proprio habitat, classifica A.reigi come specie vulnerabile (VU).